# Coupe d'Europe des vainqueurs de coupe de football 1976-1977
Navigation
Coupe des coupes 1975-1976 Coupe des coupes 1977-1978
La Coupe d'Europe des vainqueurs de coupe 1976-1977 voit le sacre du Hambourg SV qui bat le tenant du titre, le club belge du RSC Anderlecht en finale au Stade olympique d'Amsterdam. C'est le premier succès en Coupe d'Europe pour le club. Quant au Royal Sporting Club d' Anderlecht, c'est sa deuxième finale dans la compétition, après son succès la saison précédente.
C'est l'attaquant bulgare du Levski-Spartak Sofia, Dimitar Milanov, avec 13 réalisations, qui termine meilleur buteur de l'épreuve, bien aidé par les larges succès du Levski face aux Finlandais du Reipas Lahti au premier tour (12-2 et 7-1).

## Tour préliminaire
| Équipe 1     | Résultat | Équipe 2    | Aller | Retour |
| ------------ | -------- | ----------- | ----- | ------ |
| Cardiff City | 2 - 2    | Servette FC | 1 - 0 | e1 - 2 |

## Seizièmes de finale
| Équipe 1                 | Résultat | Équipe 2               | Aller  | Retour |
| ------------------------ | -------- | ---------------------- | ------ | ------ |
| CSU Galaţi               | 2 - 5    | Boavista FC            | 2 - 3  | 0 - 2  |
| Levski-Spartak Sofia     | 19 - 3   | Reipas Lahti           | 12 - 2 | 7 - 1  |
| Rapid Vienne             | 2 - 3    | Atletico Madrid        | 1 - 2  | 1 - 1  |
| K Lierse SK              | 1 - 3    | HNK Hajduk Split       | 1 - 0  | 0 - 3  |
| Cardiff City             | 1 - 3    | FC Dinamo Tbilissi     | 1 - 0  | 0 - 3  |
| MTK/VM Budapest          | 4 - 2    | AC Sparta Prague       | 3 - 1  | 1 - 1  |
| Hambourg SV              | 4 - 1    | ÍBK Keflavík           | 3 - 0  | 1 - 1  |
| 1. FC Lokomotive Leipzig | 3 - 5    | Heart of Midlothian FC | 2 - 0  | 1 - 5  |
| Floriana FC              | 1 - 6    | Śląsk Wrocław          | 1 - 4  | 0 - 2  |
| Bohemian FC              | 3 - 1    | Esbjerg fB             | 2 - 1  | 1 - 0  |
| Iraklis Thessalonique    | 0 - 2    | APOEL Nicosie          | 0 - 0  | 0 - 2  |
| FK Bodø/Glimt            | 0 - 3    | SSC Naples             | 0 - 2  | 0 - 1  |
| RSC Anderlecht           | 5 - 3    | Roda JC                | 2 - 1  | 3 - 2  |
| AIK Fotboll              | 2 - 3    | Galatasaray SK         | 1 - 2  | 1 - 1  |
| Carrick Rangers          | 4 - 3    | Aris Bonnevoie         | 3 - 1  | 1 - 2  |
| Southampton FC           | 5 - 2    | Olympique de Marseille | 4 - 0  | 1 - 2  |

## Huitièmes de finale
| Équipe 1           | Résultat | Équipe 2               | Aller  | Retour |
| ------------------ | -------- | ---------------------- | ------ | ------ |
| Boavista FC        | 3 - 3    | Levski-Spartak Sofia   | 3 - 1e | 0 - 2  |
| Atletico Madrid    | 3 - 1    | HNK Hajduk Split       | 1 - 0  | 2 - 1  |
| FC Dinamo Tbilissi | 1 - 5    | MTK/VM Budapest        | 1 - 4  | 0 - 1  |
| Hambourg SV        | 8 - 3    | Heart of Midlothian FC | 4 - 2  | 4 - 1  |
| Śląsk Wrocław      | 4 - 0    | Bohemian FC            | 3 - 0  | 1 - 0  |
| APOEL Nicosie      | 1 - 3    | SSC Naples             | 1 - 1  | 0 - 2  |
| RSC Anderlecht     | 10 - 2   | Galatasaray SK         | 5 - 1  | 5 - 1  |
| Carrick Rangers    | 3 - 9    | Southampton FC         | 2 - 5  | 1 - 4  |

## Quarts de finale
| Équipe 1             | Résultat | Équipe 2        | Aller | Retour |
| -------------------- | -------- | --------------- | ----- | ------ |
| Levski-Spartak Sofia | 2 - 3    | Atlético Madrid | 2 - 1 | 0 - 2  |
| MTK/VM Budapest      | 2 - 5    | Hambourg SV     | 1 - 1 | 1 - 4  |
| Śląsk Wrocław        | 0 - 2    | SSC Naples      | 0 - 0 | 0 - 2  |
| RSC Anderlecht       | 3 - 2    | Southampton FC  | 2 - 0 | 1 - 2  |

## Demi-finales
| Équipe 1        | Résultat | Équipe 2       | Aller | Retour |
| --------------- | -------- | -------------- | ----- | ------ |
| Atletico Madrid | 3 - 4    | Hambourg SV    | 3 - 1 | 0 - 3  |
| SSC Naples      | 1 - 2    | RSC Anderlecht | 1 - 0 | 0 - 2  |

## Finale
| Entraîneur : |
| Kuno Klötzer |

| Entraîneur :     |
| Raymond Goethals |

| Entraîneur : |
| Kuno Klötzer |

| Entraîneur :     |
| Raymond Goethals |